# Jean-Luc De Meyer
Jean-Luc De Meyer (geboren op 18 november 1957 in Brussel) is een Belgische zanger, tekstschrijver en schrijver. Hij is vooral bekend als de leadzanger van de invloedrijke EBM-band Front 242.

## Biografie
De Meyer begon zijn muzikale carrière in de vroege jaren '80 als lid van de experimentele band Under Viewer, samen met Patrick Codenys. Kort daarna sloten zij zich aan bij Front 242, waar De Meyer bekend werd om zijn unieke, rauwe stemgeluid dat een belangrijk kenmerk van de band werd.
Tijdens een pauze van Front 242 in de jaren '90 richtte De Meyer verschillende nevenprojecten op. Met Marc Heal vormde hij C-Tec, dat twee albums uitbracht en uitgebreid door Europa en de Verenigde Staten toerde. Daarnaast was hij betrokken bij Cobalt 60, een project met Dominique Lallement, dat bekend werd door de soundtrack voor het computerspel Wing Commander: Prophecy. 
In de late jaren 2000 startte hij nieuwe bands, waaronder 32Crash, geïnspireerd door sciencefiction, en Modern Cubism, waarin hij poëzie van onder andere Charles Baudelaire en Norge combineerde met elektronische muziek.
Naast zijn muziekcarrière publiceerde De Meyer in 2008 een Franstalig boek, Tous Contraints, een verzameling teksten geïnspireerd door de taalexperimenten van de Oulipo-groep. Hij trad regelmatig op met voordrachten en humoristische shows, zowel solo als met het duo "Les Oiseaux Moqueurs".
Begin 2025 trad hij met Front 242 voor het laatst op, de band hield ermee op na een afscheidstournee.

## Discografie

### Met Front 242
- Geography (1982)
- No Comment (1984)
- Official Version (1987)
- Front by Front (1988)
- Tyranny for You (1991)
- Up Evil (1993)
- Pulse (2003)

### Met C-Tec
- Cyber-Tec Project (1995)
- Darker (1997)
- Cut (2000)

### Met Cobalt 60
- Elemental (1996)
- Twelve (1998)

### Met 32Crash
- Weird News from an Uncertain Future (2007)
- Y2112Y (2011)

### Met Modern Cubism
- Les Plaintes d’un Icare (2008)
- Ravivé (2014, heruitgave)

### Gastoptredens
- Bigod 20 – The Bog (1991)
- Birmingham 6 – Error of Judgment (1996)
- Front Line Assembly – Future Fail (2007)
- Glis – Nemesis (2005, met poëzie van Baudelaire)
- Psy'Aviah – Ophélie (2010, met tekst van Arthur Rimbaud)
- Implant – The Creature (2007) en The Dive (2009)
- Suicide Commando – The Pain That You Like (2015)

## Publicaties
- Tous Contraints (2008)